# 가자마 고야
가자마 고야(일본어: 風間 宏矢, 1993년 4월 16일 ~ )는 일본의 축구 선수이다. 현재 J2리그의 제프 유나이티드 지바에서 뛰고 있다.

## 구단 경력
그는 2012년부터 J리그의 가와사키 프론탈레, 오이타 트리니타, FC 기후, FC 류큐, 제프 유나이티드 지바에서 뛰었다.